# Saison 1965-1966 de la Jeunesse sportive de Kabylie
Maillots
Chronologie
Saison précédente Saison suivante
Cet article traite de la saison 1965-1966 de la Jeunesse sportive de Kabylie. Les matchs se déroulent essentiellement en Division Honneur, mais aussi en Coupe d'Algérie.
Il s'agit de sa quatrième saison depuis l'indépendance de l'Algérie, soit sa quatorzième saison sportive si l'on prend en compte les dix précédentes qui eurent lieu durant l'époque coloniale.

## Contexte historique et footballistique
Peu avant le début de la saison 1965-1966 le technicien hongrois Leïner qui avait apporter à l'équipe rigueur et discipline l'an passé décide de ne pas renouveler son contrat. Le président du club Hassan Hamoutène qui avait officier lors de la première saison poste indépendance en tant qu’entraîneur, reprend donc du service afin d'en assurer l'intérim. Durant la période des matchs amicaux la JS Kabylie est invitée à un tournoi organisé par l'OM Ruisseau qu'elle remporte. Pour cette saison, le groupe Centre de la Division Honneur est composé de l'OMR, champion déclassé de la saison passé au profit du RCK et viennent s'ajouter deux anciennes connaissances de la JSK, à savoir le MCA et l'USMA qui rétrogradent de la Nationale. La JSK commence la saison par trois nuls et deux victoires et termine la phase aller à la quatrième place du classement derrière l'USMA, le WAB et le MCA qui trustent les trois premières places du classement. Lors de la phase retour la JSK enregistre des résultats en dents de scie et ne s'impose jamais contre les trois premiers du classement; une défaite face au WAB sur le score de trois buts à un à l'occasion de la vingt-deuxième journée du championnat et une autre face à l'USMA sur le score de quatre buts à un à l'occasion de la vingt-septième journée. Elle réussit au mieux le partage des points à domicile contre le MCA, trois buts partout alors qu'elle menait trois buts à deux à une minute du terme du match. Finalement l'équipe termine la saison à la cinquième place du classement avec la satisfaction d'avoir su se maintenir dans un groupe très relevé de la Division Honneur. Pour l'histoire l'USMA et le MCA qui finissent aux deux premières places n'accèdent pas en Division Nationale mais dans un nouvel échelon du football algérien la Nationale II. En coupe d'Algérie, le CR Belcourt remporte le trophée pour la première fois face au RC Kouba, édition qui vit la JS Kabylie s'incliner au stade des trente-deuxième de finale face à sa bête noir le WA Boufarik sur le score de deux buts à zéro.

## Tournois amicaux
La JS Kabylie participe à un tournoi amical de football organisé par l'OM Ruisseau appelé « Tournoi des Annassers ». Il a lieu comme son nom l'indique aux Annassers, un quartier d'Alger d'où est originaire l'OM Ruisseau. Il se déroule du samedi 11 septembre 1965 au lundi 11 septembre 1965 au Stade du 20-août-1955 d’Alger.
- Tournoi des Annassers.

| Dates             | Tours       | Adversaires    | Lieux des rencontres          | Scores | Buts JSK    | Références          |
| ----------------- | ----------- | -------------- | ----------------------------- | ------ | ----------- | ------------------- |
| 11 septembre 1965 | Demi-finale | NA Hussein Dey | Stade du 20-août-1955 (Alger) | ?-?    | ??          | [ Rapport match 1 ] |
| 15 septembre 1965 | Finale      | OM Ruisseau    | Stade du 20-août-1955 (Alger) | 1-0    | Beddour 65e | [ Rapport match 2 ] |

## Championnat d'Algérie 1965-1966: Division Honneur, Groupe Centre

### Calendrier de la Division Honneur Centre (1965-1966)

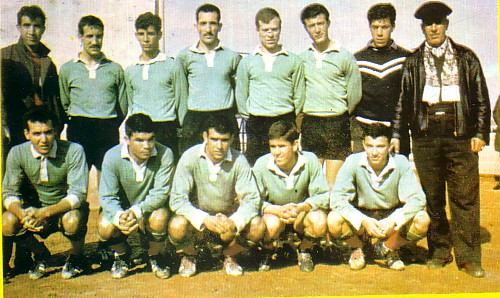
Équipe de la Jeunesse Sportive de Kabylie en 1965

| Phase aller       | Match 1                 | Match 2               | Match 3               | Match 4             | Match 5             | Match 6             | Match 7             | Match 8               | Phase retour    |
| ----------------- | ----------------------- | --------------------- | --------------------- | ------------------- | ------------------- | ------------------- | ------------------- | --------------------- | --------------- |
| 19 septembre 1965 | H.A.C. / M.C.A.         | J.S.E.B. / M.S.C.     | J.S.K. / A.S.P.T.T.   | U.S.M.A. / W.O.R.   | R.C.A. / S.A.B.     | O.M.R. / O.M.S.E.   | U.S.M.M.C. / A.S.O. | S.C.A. / W.A.B.       | 13 février 1966 |
| 26 septembre 1965 | W.A.B. / H.A.C.         | A.S.O. / J.S.E.B.     | O.M.S.E. / J.S.K.     | S.A.B. / U.S.M.A.   | W.O.R. / R.C.A.     | A.S.P.T.T / O.M.R.  | M.S.C. / U.S.M.C.C. | M.C.A. / S.C.A.       | 27 février 1966 |
| 3 octobre 1965    | H.A.C. / M.S.G          | J.S.E.B. / A.S.P.T.T. | J.S.K. / W.O.R.       | U.S.M.A. / O.M.S.E. | R.C.A. / A.S.O.     | O.M.R. / W.A.B.     | U.S.M.C. / M.C.A.   | S.C.A. / S.A.B.       | 13 mars 1966    |
| 10 octobre 1965   | M.S.C. / S.C.A.         | A.S.P.T.T. / H.A.C.   | W.O.R. / J.S.E.B.     | O.M.S.E. / R.C.A.   | A.S.O / O.M.R.      | W.A.B. / U.S.M.C.C. | M.C.A. / U.S.M.A.   | S.A.B. / J.S.K.       | 13 mars 1966    |
| 24 octobre 1965   | S.C.A. / A.S.P.T.T.     | H.A.C. / W.O.R.       | J.S.E.B. / O.M.S.E.   | R.C.A. / W.A.B.     | O.M.R. / M.C.A.     | U.S.M.M.C. / S.A.B. | U.S.M.A. / M.S.C.   | J.S.K. / A.S.O.       | 27 mars 1966    |
| 7 novembre 1965   | A.S.P.T.T. / U.S.M.M.C. | W.O.R. / S.C.A.       | O.M.S.E. / H.A.C.     | W.A.B. / J.S.E.B.   | M.C.A. / R.C.A.     | S.A.B. / O.M.R.     | M.S.C. / J.S.K.     | A.S.O. / U.S.M.A.     | 4 avril 1966    |
| 21 novembre 1965  | U.S.M.M.C. / O.M.S.E.   | S.C.A. / A.S.O.       | H.A.C. / S.A.B.       | J.S.E.B. / M.C.A.   | R.C.A. / M.S.C.     | O.M.R. / W.O.R.     | J.S.K. / W.A.B.     | U.S.M.A. / A.S.P.T.T. | 10 avril 1966   |
| 28 novembre 1965  | O.M.S.E. / S.C.A.       | A.S.O. / H.A.C.       | S.A.B. / J.S.E.B.     | M.C.A. / J.S.K.     | M.S.C. / O.M.R.     | W.O.R. / U.S.M.M.C. | W.A.B. / U.S.M.A.   | A.S.P.T.T. / R.C.A.   | 17 avril 1966   |
| 5 décembre 1965   | H.A.C. / S.C.A.         | J.S.E.B. / J.S.K.     | U.S.M.M.C. / O.M.R.   | U.S.M.A. / R.C.A.   | O.M.S.E / A.S.O.    | S.A.B. / M.C.A.     | W.O.R. / M.S.C.     | W.A.B. / A.S.P.T.T.   | 8 mai 1966      |
| 26 décembre 1965  | S.C.A. / J.S.E.B.       | J.S.K. / U.S.M.M.C.   | O.M.R. / U.S.M.A.     | R.C.A. / H.A.C.     | A.S.O. / S.A.B.     | M.C.A. / W.O.R.     | M.S.C. / W.A.B.     | A.S.P.T.T. / O.M.S.E. | 15 mai 1966     |
| 2 janvier 1966    | J.S.E.B. / O.M.R.       | U.S.M.M.C. / R.C.A.   | U.S.M.A. / S.C.A.     | H.A.C. / J.S.K.     | S.A.B. / A.S.P.T.T. | W.O.R. / A.S.O.     | W.A.B. / M.C.A.     | O.M.S.E. / M.S.C.     | 22 mai 1966     |
| 9 janvier 1966    | O.M.R. / H.A.C.         | R.C.A. / J.S.E.B.     | S.C.A. / U.S.M.M.C.   | J.S.K. / U.S.M.A.   | A.S.P.T.T. / W.O.R. | A.S.O. / W.A.B.     | M.C.A. / O.M.S.E.   | M.S.C. / S.A.B.       | 29 mai 1966     |
| 16 janvier 1966   | H.A.C. / J.S.E.B.       | O.M.R. / R.C.A.       | U.S.M.M.C. / U.S.M.A. | J.S.K. / S.C.A.     | M.C.A. / M.S.C.     | A.S.P.T.T. / A.S.O. | O.M.S.E. / W.A.B.   | S.A.B. / W.O.R.       | 5 juin 1966     |
| 30 janvier 1966   | J.S.E.B. / U.S.M.C      | R.C.A. / J.S.K.       | U.S.M.A. / H.A.C.     | S.C.A. / O.M.R.     | M.S.C. / A.S.P.T.T  | A.S.O. / M.C.A.     | W.A.B. / S.A.B.     | W.O.R. / O.M.S.E.     | 17 juin 1966    |
| 6 février 1966    | H.A.C. / U.S.M.M.C.     | J.S.K. / O.M.R.       | R.C.A. / S.C.A.       | M.S.C. / A.S.O.     | A.S.P.T.T. / M.C.A. | W.A.B. / W.O.R.     | U.S.M.A. / J.S.E.B. | S.A.B. / O.M.S.E.     | 26 juin 1966    |

. 

### Phase aller du Groupe Centre
La première journée de ce championnat débute le 19 septembre 1965, pour la JS Kabylie comme pour tous les clubs du pays.
| Dates             | Journées    | Adversaires       | Lieux des rencontres               | Scores | Buts JSK                              | Références           |
| ----------------- | ----------- | ----------------- | ---------------------------------- | ------ | ------------------------------------- | -------------------- |
| 19 septembre 1965 | 1re journée | ASPTT Alger       | Stade Oukil Ramdane (Tizi Ouzou)   | 0-0    | -                                     | [ Rapport match 3 ]  |
| 26 septembre 1965 | 2e journée  | OM Saint-Eugène   | Stade Omar Hamadi (Alger)          | 1-3    | Tamime 27e et 72e, Kouffi 40e         | [ Rapport match 4 ]  |
| 3 octobre 1965    | 3e journée  | WO Rouïba         | Stade Oukil Ramdane (Tizi Ouzou)   | 1-1    | Ouahabi 40e                           | [ Rapport match 5 ]  |
| 10 octobre 1965   | 4e journée  | S Aïn Bessem      | Stade de Rouïba (Rouïba)           | 0-4    | Kouffi 35e et 70e, Ouahabi 52e et 85e | [ Rapport match 6 ]  |
| 24 octobre 1965   | 5e journée  | AS Orléansville   | Stade Oukil Ramdane (Tizi Ouzou)   | 1-1    | Ouahabi 35e                           | [ Rapport match 7 ]  |
| 7 novembre 1965   | 6e journée  | MS Cherchell      | Stade de Cherchell (Cherchell)     | 1-1    | Tamime 42e                            | [ Rapport match 8 ]  |
| 21 novembre 1965  | 7e journée  | WA Boufarik       | Stade Oukil Ramdane (Tizi Ouzou)   | 0-2    | -                                     | [ Rapport match 9 ]  |
| 28 novembre 1965  | 8e journée  | MC Alger          | Stade Omar Hamadi (Alger)          | 1-2    | Kolli 58e et 80e                      | [ Rapport match 10 ] |
| 5 décembre 1965   | 9e journée  | JS El Biar        | Stade Abderrahmane Ibrir (El Biar) | 2-2    | Kolli 55e, Ouahabi 80e                | [ Rapport match 11 ] |
| 26 décembre 1965  | 10e journée | USM Maison Carrée | Stade Oukil Ramdane (Tizi Ouzou)   | 0-1    | -                                     | [ Rapport match 12 ] |
| 2 janvier 1966    | 11e journée | Hydra AC          | Stade de Hydra (Hydra)             | 0-1    | Kolli 80e                             | [ Rapport match 13 ] |
| 9 janvier 1966    | 12e journée | USM Alger         | Stade Oukil Ramdane (Tizi Ouzou)   | 1-1    | Kouffi 61e                            | [ Rapport match 14 ] |
| 16 janvier 1966   | 13e journée | SC Affreville     | Stade Oukil Ramdane (Tizi Ouzou)   | 3-0    | -                                     | [ Rapport match 15 ] |
| 23 janvier 1966   | 14e journée | RC Arbaa          | Stade Ismail Makhlouf (L'Arbaa)    | 0-4    | -                                     | [ Rapport match 16 ] |
| 30 janvier 1966   | 15e journée | OM Ruisseau       | Stade Oukil Ramdane (Tizi Ouzou)   | 2-1    | Kouffi 15e et 31e                     | [ Rapport match 17 ] |

### Classement à la trêve hivernale
Le classement est établi sur le même barème de points que durant l'époque coloniale, c'est-à-dire qu'une victoire vaut trois points, un match nul deux points et défaite à un point
| Rang | Équipe             | Pts | J  | G  | N | P  | Bp | Bc | Diff |
| ---- | ------------------ | --- | -- | -- | - | -- | -- | -- | ---- |
| 1    | USM Alger          | 40  | 15 | 11 | 3 | 1  | 35 | 11 | +24  |
| 2    | WA Boufarik        | 37  | 15 | 8  | 6 | 1  | 24 | 28 | -4   |
| 3    | MC Alger           | 36  | 15 | 10 | 2 | 2  | 36 | 12 | +24  |
| 4    | JS Kabylie         | 35  | 14 | 7  | 6 | 2  | 25 | 12 | +13  |
| 5    | SC Affreville      | 33  | 15 | 7  | 4 | 4  | 18 | 21 | -3   |
| 6    | OM Ruisseau        | 31  | 15 | 6  | 5 | 3  | 23 | 12 | +11  |
| 7    | Hydra AC           | 30  | 14 | 6  | 3 | 6  | 14 | 16 | -2   |
| 8    | WO Rouïba          | 29  | 15 | 3  | 8 | 4  | 14 | 19 | -5   |
| 9    | OM Saint-Eugène    | 29  | 15 | 4  | 6 | 6  | 10 | 17 | -7   |
| 10   | USM Maison-Carrée  | 28  | 15 | 3  | 7 | 5  | 17 | 19 | -2   |
| 11   | MS Cherchell       | 28  | 15 | 3  | 7 | 5  | 18 | 29 | -11  |
| 12   | JS El Biar         | 25  | 14 | 3  | 5 | 6  | 9  | 15 | -6   |
| 13   | ASPTT Alger        | 25  | 15 | 1  | 8 | 6  | 8  | 14 | -6   |
| 14   | AS Orléansville    | 23  | 15 | 2  | 4 | 9  | 14 | 22 | -8   |
| 15   | RC Arbaa           | 22  | 14 | 2  | 4 | 8  | 10 | 22 | -12  |
| 16   | S Aïn-Bessem Alger | 21  | 15 | 1  | 4 | 10 | 23 | 38 | -15  |

- Championnat de la Division Honneur Groupe Centre[2]:

### Phase retour du groupe centre
| Dates           | Journées    | Adversaires       | Lieux des rencontres                       | Scores | Buts JSK                               | Références           |
| --------------- | ----------- | ----------------- | ------------------------------------------ | ------ | -------------------------------------- | -------------------- |
| 13 février 1966 | 16e journée | ASPTT Alger       | Stade Omar Hamadi (Alger)                  | 1-0    | -                                      | [ Rapport match 18 ] |
| 27 février 1966 | 17e journée | OM Saint-Eugène   | Stade Oukil Ramdane (Tizi Ouzou)           | 0-0    | -                                      | [ Rapport match 19 ] |
| 13 mars 1966    | 18e journée | WO Rouïba         | Stade de Rouïba (Rouïba)                   | 1-1    | Haouchine ??                           | [ Rapport match 20 ] |
| 27 mars 1966    | 19e journée | S Aïn-Bessem      | Stade Oukil Ramdane (Tizi Ouzou)           | 1-5    | -                                      | [ Rapport match 21 ] |
| 3 avril 1966    | 20e journée | AS Orléansville   | Stade Mohamed-Boumezrag (Chlef)            | 3-1    | Haouchine 90e (pen.)                   | [ Rapport match 22 ] |
| 10 avril 1966   | 21e journée | MS Cherchell      | Stade Oukil Ramdane (Tizi Ouzou)           | 0-0    | -                                      | [ Rapport match 23 ] |
| 17 avril 1966   | 22e journée | WA Boufarik       | Stade Mohamed Reggaz (Boufarik)            | 3-1    | -                                      | [ Rapport match 24 ] |
| 8 mai 1966      | 23e journée | MC Alger          | Stade Oukil Ramdane (Tizi Ouzou)           | 3-3    | Haouchine ??, Boucelem Khalfi ?? et ?? | [ Rapport match 25 ] |
| 15 mai 1966     | 24e journée | JS El Biar        | Stade Oukil Ramdane (Tizi Ouzou)           | 2-0    | -                                      | [ Rapport match 26 ] |
| 22 mai 1966     | 25e journée | USM Maison Carrée | Stade du 1er-Novembre-1954 (Alger)         | 0-0    | -                                      | [ Rapport match 27 ] |
| 29 mai 1966     | 26e journée | Hydra AC          | Stade Oukil Ramdane (Tizi Ouzou)           | 1-3    | Rafaï ??                               | [ Rapport match 28 ] |
| 5 juin 1966     | 27e journée | USM Alger         | Stade Omar Hamadi (Alger)                  | 4-1    | Aït-Amar 85e                           | [ Rapport match 29 ] |
| 12 juin 1966    | 28e journée | SC Affreville     | Stade de Mohamed belkebir (Khemis Miliana) | 1-3    | -                                      | [ Rapport match 30 ] |
| 19 juin 1966    | 29e journée | RC Arbaa          | Stade Oukil Ramdane (Tizi Ouzou)           | 1-0    | Hocine Lahrari 85e (pen.)              | [ Rapport match 31 ] |
| 26 juin 1966    | 30e journée | OM Ruisseau       | Stade du 20-août-1955 (Alger)              | 0-1    | Kouffi ??                              | [ Rapport match 32 ] |

### Classement final
Le classement est établi sur le même barème de points que durant l'époque coloniale, c'est-à-dire qu'une victoire vaut trois points, un match nul deux points et défaite à un point.
| Rang | Équipe             | Pts | J  | G  | N  | P  | Bp   | Bc   | Diff |
| ---- | ------------------ | --- | -- | -- | -- | -- | ---- | ---- | ---- |
| 1    | MC Alger           | 79  | 30 | 21 | 7  | 2  | 68   | 19   | +49  |
| 2    | USM Alger          | 72  | 30 | 17 | 8  | 5  | 53+. | 23+. | +30  |
| 3    | WA Boufarik        | 71  | 30 | 16 | 9  | 5  | 54   | 23   | +31  |
| 5    | OM Ruisseau        | 66  | 30 | 13 | 10 | 7  | 49   | 26   | +23  |
| 5    | JS Kabylie         | 65  | 30 | 12 | 11 | 7  | 45   | 32   | +13  |
| 6    | Hydra AC           | 64  | 30 | 13 | 8  | 9  | 37   | 27   | +10  |
| 7    | WO Rouïba          | 61  | 30 | 8  | 15 | 7  | 33   | 29   | +4   |
| 8    | SC Affreville      | 61  | 30 | 11 | 9  | 10 | 35   | 39   | -4   |
| 9    | OM Saint-Eugène    | 61  | 30 | 9  | 13 | 8  | 24   | 29   | -5   |
| 10   | AS Orléansville    | 59  | 30 | 10 | 9  | 11 | 38   | 35   | +3   |
| 11   | USM Maison-Carrée  | 59  | 30 | 9  | 11 | 10 | 35   | 39   | -4   |
| 12   | MS Cherchell       | 57  | 30 | 7  | 13 | 10 | 35   | 46   | -11  |
| 13   | ASPTT Alger        | 52  | 30 | 5  | 12 | 13 | 19   | 33   | -14  |
| 14   | JS El Biar         | 48  | 30 | 6  | 6  | 19 | 22   | 54   | -32  |
| 15   | RC Arbaa           | 42  | 30 | 3  | 7  | 20 | 24+. | 45+. | -21  |
| 16   | S Aïn-Bessem Alger | 40  | 30 | 1  | 8  | 21 | 25   | 84   | -59  |

- Championnat de la Division Honneur Groupe Centre[3]:

- 1er : Sacré Champion de la Division Honneur Centre
- Promotion en Nationale II 1966-1967
- Relégation en Première Division 1966-1967

## Résultats des autres sections
La JS Kabylie possédait trois équipes de jeunes durant cette saison, à savoir une équipe minime, une équipe cadette ainsi qu'une équipe junior qui disputèrent chacune un championnat. Les adversaires de celles-ci étaient pour la plupart les mêmes que celles que rencontrait l'équipe senior, du moins celles qui possédaient des équipes de jeunes aussi.
Le bilan est plutôt correcte les sections minime et cadette terminent respectivement 3e et 4e de leur groupe; quant à la section junior elle s'impose en tant que championne de son groupe.
- Classement équipe minime[4]

| Rang | Équipe            | Pts | J  | G | N | P | Bp | Bc | Diff |
| ---- | ----------------- | --- | -- | - | - | - | -- | -- | ---- |
| 1    | WA Boufarik       | 39  | 11 | 8 | 2 | 1 |    |    |      |
| 2    | Hydra AC          | 26  | 12 | 5 | 4 | 3 |    |    |      |
| 3    | JS Kabylie        | 25  | 11 | 5 | 4 | 2 |    |    |      |
| 4    | S Aïn Bessem      | 24  | 12 | 3 | 6 | 3 |    |    |      |
| 5    | USM Marengo       | 20  | 11 | 2 | 5 | 4 |    |    |      |
| 6    | USM Maison-Carrée | 19  | 11 | 2 | 4 | 5 |    |    |      |
| 7    | RC Kouba          | 17  | 12 | 0 | 5 | 7 |    |    |      |

- Classement équipe cadette[5]

| Rang | Équipe            | Pts | J  | G  | N | P | Bp | Bc | Diff |
| ---- | ----------------- | --- | -- | -- | - | - | -- | -- | ---- |
| 1    | RC Kouba          | 40  | 16 | 11 | 2 | 3 |    |    |      |
| 2    | Hydra AC          | 36  | 16 | 8  | 4 | 4 |    |    |      |
| 3    | WA Boufarik       | 33  | 15 | 8  | 2 | 5 |    |    |      |
| 4    | JS Kabylie        | 31  | 14 | 7  | 3 | 4 |    |    |      |
| 5    | S Aïn Bessem      | 27  | 15 | 4  | 4 | 7 |    |    |      |
| 6    | USM Marengo       | 27  | 15 | 4  | 4 | 7 |    |    |      |
| 7    | USM Maison-Carrée | 27  | 15 | 2  | 2 | 8 |    |    |      |
| 8    | RC Arbaa          | 27  | 16 | 4  | 3 | 9 |    |    |      |
| 9    | SC Affreville     | 23  | 14 | 3  | 4 | 7 |    |    |      |

 Un forfait est pris en compte dans ce classement 
- Classement équipe junior[6]

| Rang | Équipe            | Pts | J  | G  | N | P  | Bp | Bc | Diff |
| ---- | ----------------- | --- | -- | -- | - | -- | -- | -- | ---- |
| 1    | JS Kabylie        | 42  | 16 | 11 | 4 | 1  |    |    |      |
| 2    | Hydra AC          | 42  | 18 | 8  | 8 | 2  |    |    |      |
| 3    | WA Boufarik       | 40  | 18 | 8  | 6 | 4  |    |    |      |
| 4    | USM Marengo       | 39  | 17 | 8  | 6 | 3  |    |    |      |
| 5    | AS Orléansville   | 39  | 17 | 8  | 4 | 0  |    |    |      |
| 6    | RC Kouba          | 38  | 18 | 8  | 1 | 9  |    |    |      |
| 7    | USM Maison-Carrée | 35  | 17 | 4  | 5 | 8  |    |    |      |
| 8    | RC Arbaa          | 30  | 18 | 5  | 2 | 11 |    |    |      |
| 9    | S Aïn Bessem      | 20  | 15 | 0  | 5 | 10 |    |    |      |
| 10   | SC Affreville     | 19  | 14 | 2  | 3 | 9  |    |    |      |

 Deux forfaits sont pris en compte dans ce classement 
- Championnat de la Division Honneur Groupe Centre (jeunes)

## Buteurs
| Joueurs        | Championnat | Coupe d'Algérie | Total |
| -------------- | ----------- | --------------- | ----- |
| Arezki Kouffi  | 7           | 0               | 7     |
| Ouahabi        | 5           | 0               | 5     |
| Kolli          | 4           | 0               | 4     |
| Tamime         | 3           | 0               | 3     |
| Haouchine      | 3           | 0               | 3     |
| Khalfi         | 2           | 0               | 2     |
| Rafaï          | 1           | 0               | 1     |
| Aït-Amar       | 1           | 0               | 1     |
| Hocine Lahrari | 1           | 0               | 1     |
| Total          | 27          | 0               | 27    |

## Voir également
- Jeunesse sportive de Kabylie